# جامع ذي إشراق
جامع ذي إشراق ويعرف باسم بجامع عمر بن عبد العزيز هو مسجد تاريخي في اليمن أمر ببناه الخليفة الأموي عمر بن عبد العزيز في القرن الهجري الأول في قرية ذي إشراق الواقعة بمديرية السياني بمحافظة إب.

## التاريخ
- القرن الهجري الأول الخليفة الأموي عمر بن عبد العزيز يأمر ببناء الجامع.[1]
- سنة 410 هجرية تجديد الجامع بأمر من الأمير الحسين بن سلامة.[1]
- سنة 421 هجرية صناعة منبر الجامع.[2]
- 2011 بدء أعمال ترميم الجامع.[1]

## تصميم
بني المسجد وفق نمط العمارة الإسلامية والمسجد مستطيل الشكل يتوسطه صحن مكشوف وله أربعة أروقة وله خمسة أبواب وبركة ماء وزين السقف بالمصندقات الخشبية التي زخرفت بزخارف هندسية إسلامية وكتبت الآيات القرآنية على جدران المسجد وللمسجد مئذنتان الأولى في الجهة الشمالية الغربية للمسجد والأخرى في الجهة الجنوبية الغربية وهي أطول من المئذنة الأخرى وزين المسجد من الخارج بزخارف الإسلامية، وللمسجد منبر خشبي مزخرف صنع سنة 421 هجرية.